# Gare d'Osaka
La gare d'Osaka (大阪駅, Ōsaka-eki) est une des principales gares de la ville d'Osaka au Japon. Exploitée par JR West, elle se trouve dans le quartier d'Umeda, dans l'arrondissement de Kita.
La gare d'Osaka forme un vaste complexe avec les gares d'Osaka-Umeda et de Kitashinchi, et les stations de métro Nishi-Umeda, Higashi-Umeda et Umeda.

## Situation ferroviaire
La gare d'Osaka est située au point kilométrique (PK) 556,4 de la ligne principale Tōkaidō. Elle marque le début de la ligne circulaire d'Osaka.

## Histoire

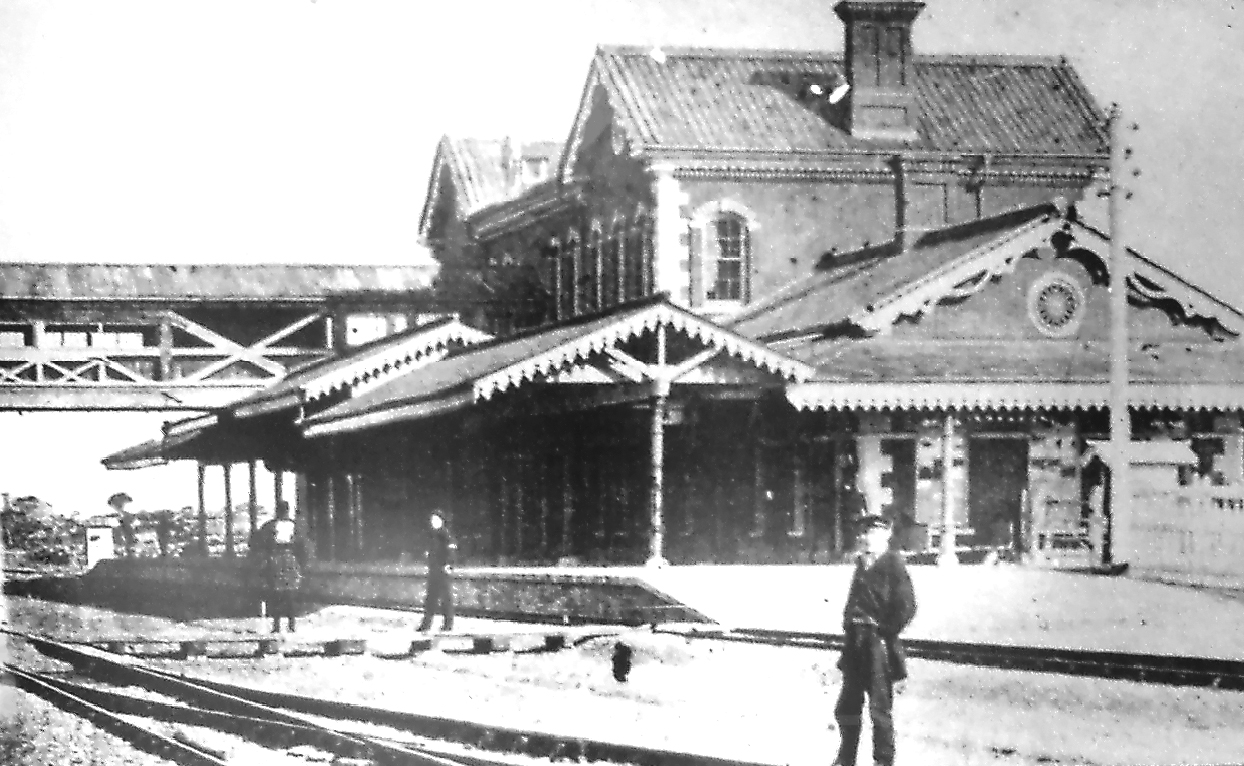
La première gare d'Osaka

La gare d'Osaka est inaugurée le 11 mai 1874 sur le chemin de fer reliant Osaka à Kobe. Elle était alors située à l'ouest de son emplacement actuel.
En 1901, la gare devenue trop petite est détruite et reconstruite à son emplacement actuel. Le bâtiment principal est démoli en 1935, mais la construction du nouveau bâtiment prend du retard et n'ouvre partiellement en 1940. Il ne sera jamais terminé, et un nouveau bâtiment est construit en 1979, complété par le grand magasin Acty Osaka en 1983.
La dernière restructuration majeure date de 2011 avec la construction du complexe commercial Osaka Station City au nord la gare, et l'ajout d'une grande verrière au-dessus des voies.
En janvier 2023, JR West annonce son intention de tester en mars 2023 un portillon avec reconnaissance faciale à l'une des entrées de la gare.
En juillet 2024 est inauguré un monument près de la porte Ouest de la gare JR. Il constitue en un vitrail de 2 m de diamètre enchâssé dans une sphère noire et dessiné par Hirohiko Araki, représentant un garçon aspergé par l'eau d'une fontaine, entouré de personnages du manga JoJo's Bizarre Adventure. Il rappelle une fontaine qui a orné la gare de 1901 à 2004 et qui se trouve maintenant au musée ferroviaire de Kyoto.

## Service des voyageurs

### Accès et accueil

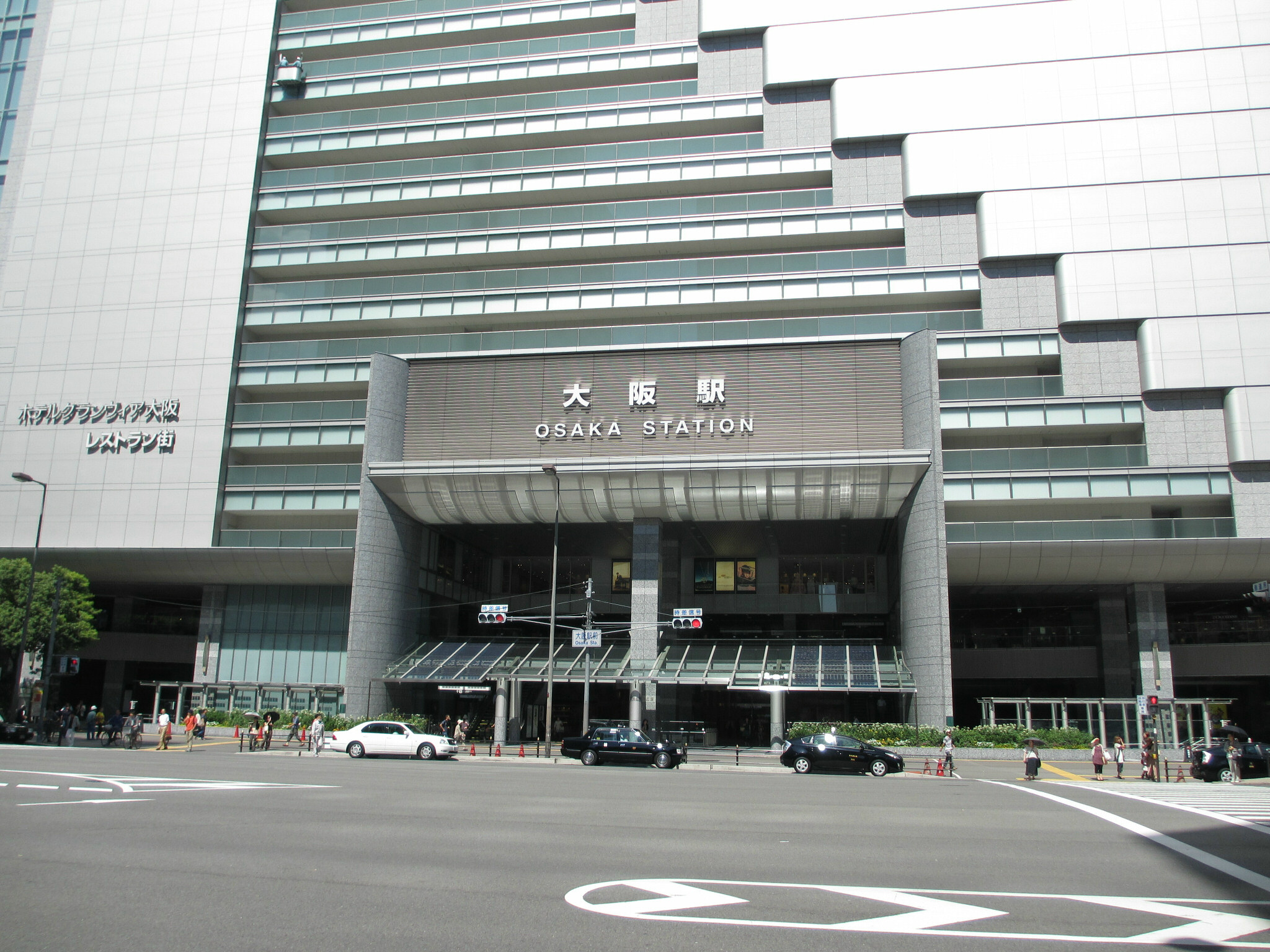
Entrée de la gare (côté sud)

La gare dispose d'un bâtiment voyageurs ouvert tous les jours, avec des guichets et des automates pour l'achat de titres de transport.
Osaka est la gare la plus fréquentée de la JR West. En 2016, la fréquentation moyenne de la gare était de 431 543 voyageurs par jour.

### Desserte

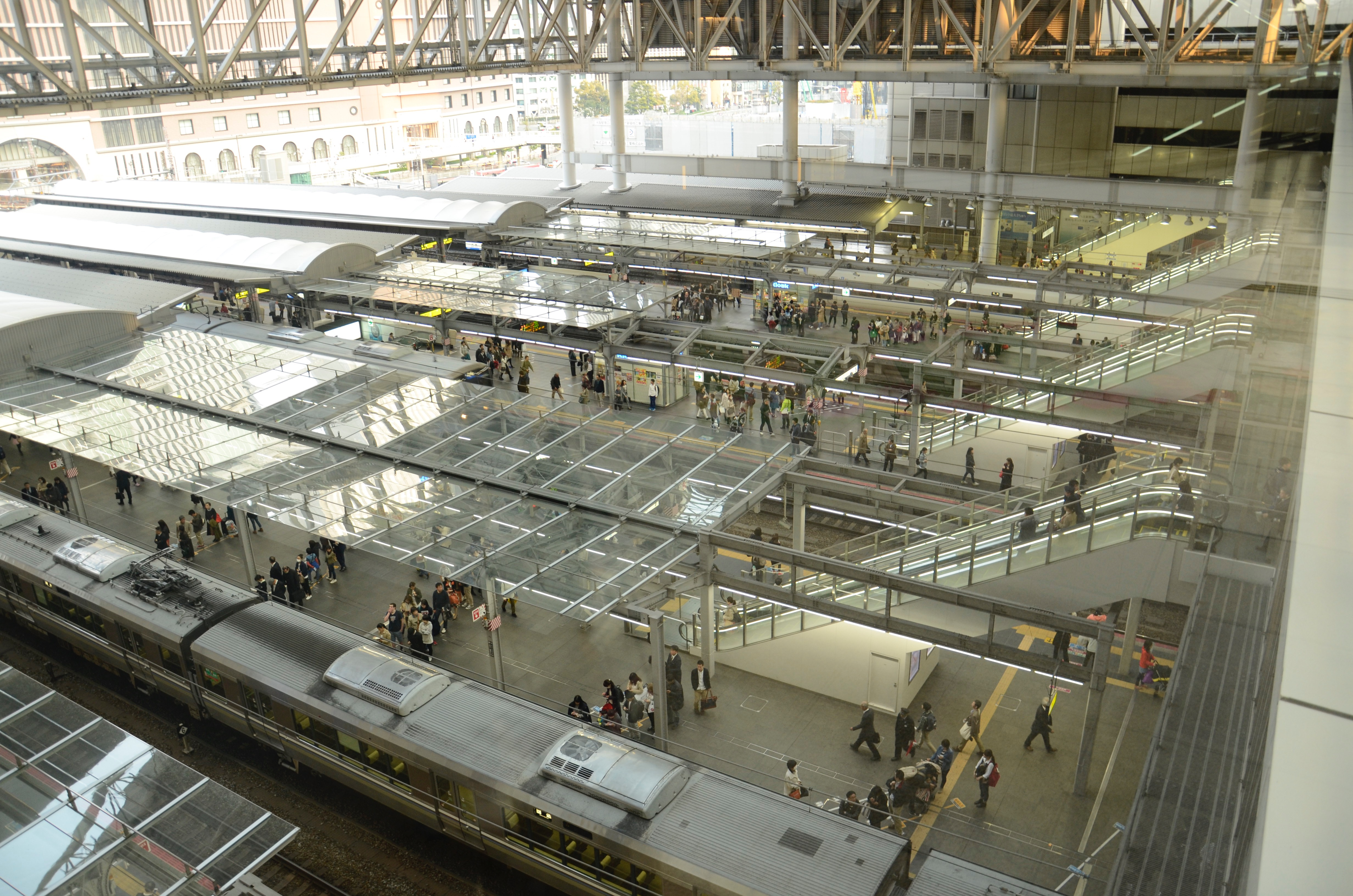
Vue générale des quais

Lignes du réseau urbain de la JR West :
- A Ligne JR Kōbe (JR神戸線).
- A Ligne JR Kyōto (JR京都線) qui appartient à la ligne principale Tōkaidō allant jusqu'à la gare de Tokyo.
- G Ligne JR Takarazuka (JR宝塚線).
- O Ligne circulaire d'Osaka (大阪環状線) qui fait la boucle autour du centre-ville d'Osaka.
- P Ligne JR Yumesaki (JRゆめ咲線)
- Q Ligne Yamatoji (大和路線)
- R Ligne Hanwa (阪和線)
- S Ligne de l'aéroport du Kansai (関西空港線)

L'attribution des voies est fixée de la manière suivante :
| Voie   | Lignes/services                                                                | Desserte                                                                                |
| ------ | ------------------------------------------------------------------------------ | --------------------------------------------------------------------------------------- |
| 1      | Ligne circulaire d'Osaka • JR Yumesaki • Yamatoji • Hanwa • Aéroport du Kansai | Nishikujō • Sakurajima • Tennōji • Nara • Wakayama • Aéroport du Kansai                 |
| 2      | Ligne circulaire d'Osaka                                                       | Kyōbashi • Tsuruhashi • Tennōji                                                         |
| 3 • 4  | JR Kobe • JR Takarazuka Express Kōnotori, Hamakaze et Super Hakuto             | Takarazuka • Fukuchiyama • Kinisaki-Onsen • Sannomiya • Nishi-Akashi • Himeji • Tottori |
| 5 • 6  | JR Kobe • JR Takarazuka                                                        | Sannomiya • Nishi-Akashi • Himeji • Inadera                                             |
| 7 • 8  | JR Kyoto                                                                       | Shin-Osaka • Takatsuki • Kyoto • Maibara                                                |
| 9 • 10 | JR Kyoto Express Rakuraku Biwako                                               | Shin-Osaka • Kyoto • Maibara                                                            |
| 11     | Express Thunderbird, Hida, Sunrise Izumo et Sunrise Seto                       | Tsuruga • Gifu • Takayama • Tokyo                                                       |

#### Quais souterrains (Zone Umekita)

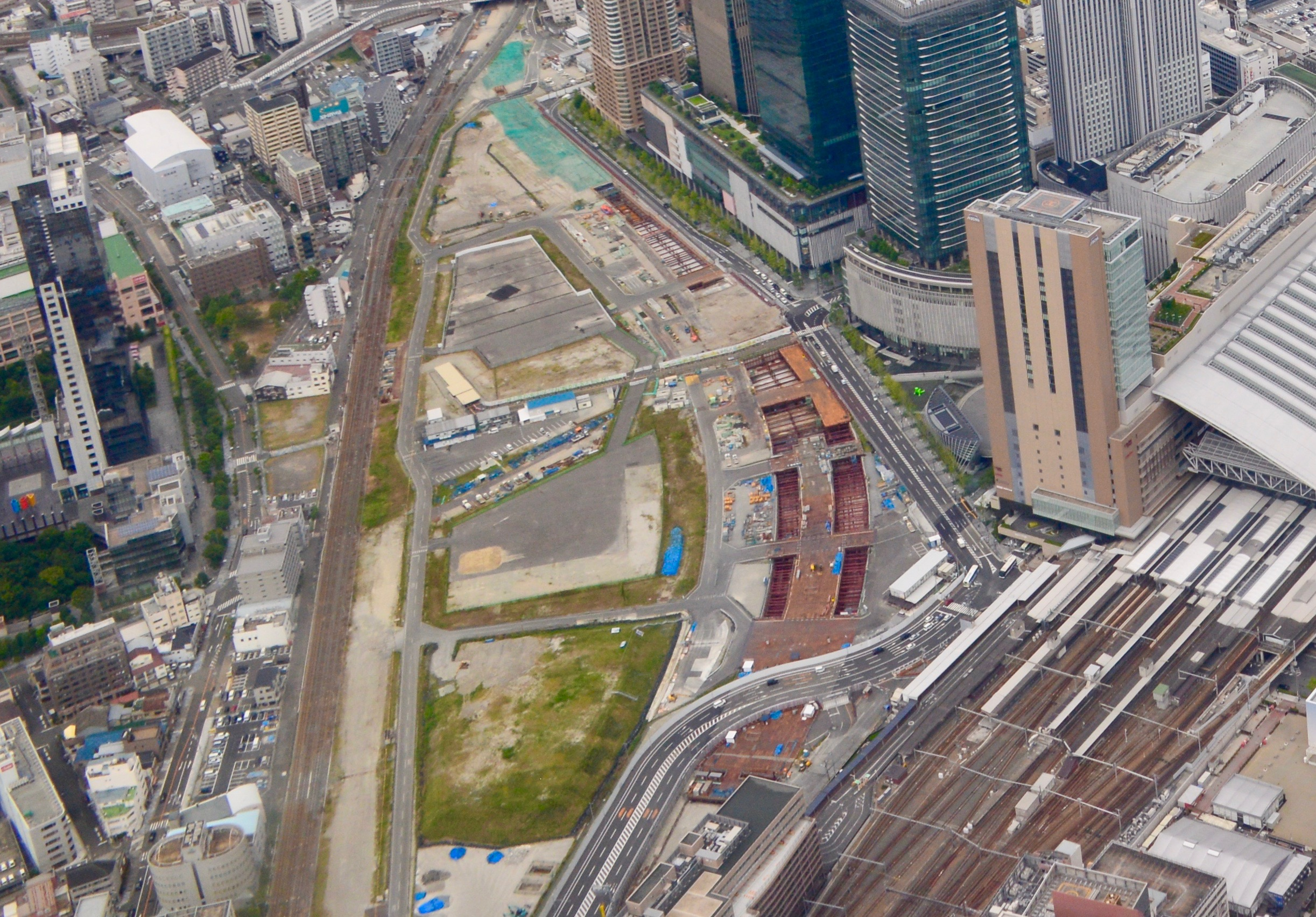
Zone Umekita en travaux.La gare JR est sur le côté droit.

Il s'agit d'une zone située au nord ouest de la gare JR Ōsaka, où se trouvait la ligne de fret reliant Shin-Ōsaka et la ligne circulaire. L'ensemble des voies sont mises en souterrain avec 4 voies et 2 quais. Le trafic fret reste toujours présent. Un des quais possède des portes palières permettant de s'adapter au positionnement de portes différentes.

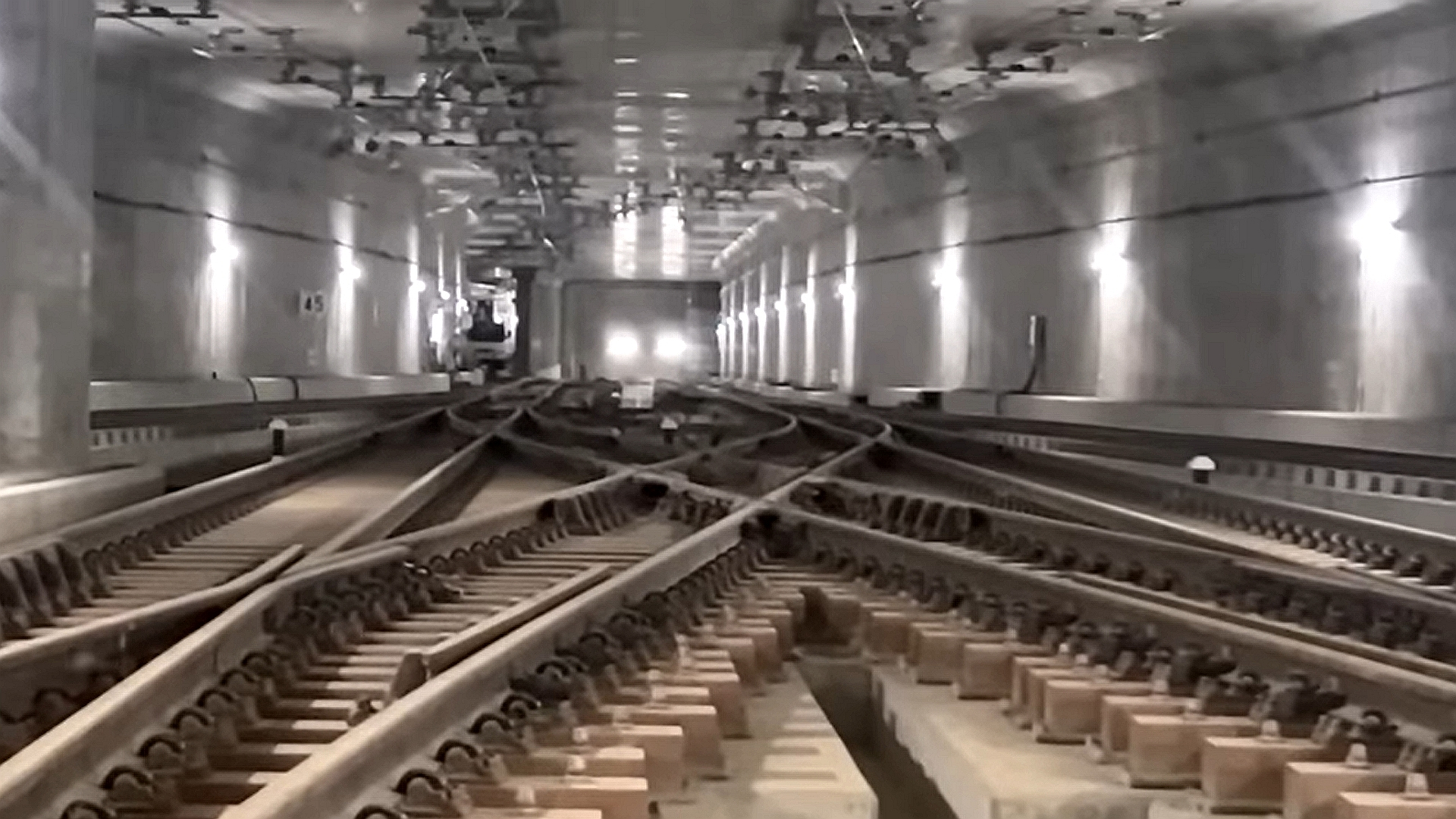
Tunnel vers le sud-est. La partie centrale en cul-de-sac sera reliée à la ligne Naniwasuji.

| Voie    | Lignes/services                    | Desserte                                           |
| ------- | ---------------------------------- | -------------------------------------------------- |
| 21      | Express Limités Haruka et Kuroshio | Wakayama • Aéroport du Kansai • Shingū • Shirahama |
| 22 • 23 | Ligne Osaka Higashi                | Shin-Osaka • Hanaten • Kyūhōji                     |
| 24      | Express Limités Haruka et Kuroshio | Shin-Osaka • Kyoto • Maibara                       |

### Intermodalité

#### Ligne JR
La gare de Kitashinchi est à une dizaine de minutes à pied, et est desservie par la ligne JR Tōzai.

#### Lignes Hankyū
La gare d'Osaka-Umeda est le point de départ de trois lignes de la compagnie Hankyū :
- ■ Ligne Hankyū Takarazuka.
- ■ Ligne Hankyū Kyōto.
- ■ Ligne Hankyū Kōbe

#### Ligne Hanshin
La gare d'Osaka-Umeda est le point de départ de la ligne principale de la compagnie Hanshin (se prolongeant jusqu'à Himeji).

#### Métro d'Osaka
Le quartier d'Umeda où se trouve la gare est desservie par trois lignes du métro d'Osaka :
- Ligne Midōsuji : station Umeda M16
- Ligne Tanimachi : station Higashi-Umeda T20
- Ligne Yotsubashi : station Nishi-Umeda Y11

### Gares adjacentes
| << | <<                           | Lignes JR Kyōto / JR Kōbe | >>                         | >> |
| -- | ---------------------------- | ------------------------- | -------------------------- | -- |
|    | Shin-Osaka Direction Maibara | Special Rapid Service     | Amagasaki Direction Himeji |    |
|    | Shin-Osaka Direction Maibara | Rapid Service             | Amagasaki Direction Himeji |    |
|    | Shin-Osaka Direction Maibara | Local                     | Tsukamoto Direction Himeji |    |
| << | <<                           | Ligne circulaire d'Osaka  | >>                         | >> |
|    | Fukushima Sens anti-horaire  | Local                     | Temma Sens horaire         |    |